# Trhypochthonius sphagnicola
Trhypochthonius sphagnicola är en kvalsterart som beskrevs av H. Weigmann 1997. Trhypochthonius sphagnicola ingår i släktet Trhypochthonius och familjen Trhypochthoniidae. Inga underarter finns listade i Catalogue of Life.